# Psellidotus protrudens
Psellidotus protrudens är en tvåvingeart som först beskrevs av James 1939.  Psellidotus protrudens ingår i släktet Psellidotus och familjen vapenflugor. Inga underarter finns listade i Catalogue of Life.